# Жалящие
Жалящие, или жалоносные перепончатокрылые (лат. Aculeata), — инфраотряд перепончатокрылых насекомых из подотряда стебельчатобрюхие, включающий муравьёв, пчёл, шмелей и ос, которые объединяются по признаку наличия жала. У высших форм развиты общественный образ жизни и социальный паразитизм.

## Распространение
Встречаются всемирно, кроме Антарктиды. Несколько видов жалящих перепончатокрылых (полярный шмель Bombus polaris и его кукушка Bombus hyperboreus) обнаружены в Гренландии, а три других туда интродуцированы (фараонов муравей, осы Gonatopus brooksi и Ancistrocerus waldeni, пчела Apis mellifera).

## Описание
Большинство представителей этой группы перепончатокрылых имеют в той или иной степени развитый жалящий аппарат самок (у некоторых групп вторично утраченный) и безногих личинок с малозаметной головой, вертлуги ног имаго 1-члениковые. Жало эволюционировало из яйцеклада самок, чьи функции были утрачены (но эти функции сохранились в таких группах как Chrysididae, Dryinidae, Sapygidae). В других группах жало позднее было редуцировано (например, муравьи-долиходерины, безжальные пчёлы) или вторично утрачено (например, муравьи-формицины). Обладают «осиной талией» — стебельком (петиоль), который является анатомически 2-м абдоминальным сегментом, так как 1-й сливается с грудью, образуя проподеум. Фактически, брюшко начинается с 3-го абдоминального сегмента. У некоторых муравьёв брюшко фактически начинается с 4-го, в связи с образованием постпетиоля (например, у представителей подсемейства мирмицины, у которых стебелёк двучлениковый). Личинки безногие, белые. У высших жалящих перепончатокрылых развито сложное поведение (забота о потомстве, строительство гнёзд, охота за жертвой, запасание пищи), общественный образ жизни с разделением обязанностей в семье. Среди них полезные энтомофаги и опылители цветковых растений.
Многие жалящие строят гнёзда для выращивания потомства, например, представители семейств ос Vespidae, Pompilidae, пчёл Apoidea (включая роющих ос Sphecoidea) и муравьёв Formicidae. В трёх группах жалящих перепончатокрылых возникла эусоциальность: в семействах ос Vespidae, пчёл Apoidea и муравьёв Formicidae.

## Размеры
К самым крупным представителям перепончатокрылых (с длиной тела до 5 см) относятся такие осы как охотники за тарантулами из рода Pepsis (Pompilidae), «убийца цикад» Sphecius grandis, песчаные осы Editha magnifica (Bembicinae), шершень Vespa mandarinia (Vespidae), сколия Megascolia procer (Scoliidae) из Юго-Восточной Азии (чьи самки достигают в длину 5 см, а размах их крыльев — до 10 см). Самая крупная пчела в мире это Megachile pluto (Megachilidae) из Индонезии. Длина тела самок 39 мм, а размах крыльев 63 мм. Крупнейшими муравьями были вымершие представители рода Formicium, чьи самки достигали 7 см в длину, а крылья имели размах до 15 см. Крупнейшими современными муравьями среди касты рабочих и солдат (с длиной тела до 3 см) являются виды Camponotus gigas, динопонера гигантская (Dinoponera gigantea) и Paraponera clavata. Матки (царицы) африканского рода Dorylus в оседлую фазу в момент созревания яиц имеют сильно увеличенное брюшко и общую длину до 5 см.

## Значение
См. также: Апитерапия, Жало, Медоносная пчела, Пчелиный яд, Муравьи в геральдике, Шкала силы ужалений Шмидта, Жалящий индекс Старра
Опылители цветковых растений, производители мёда и т. д., хищники (охотники) и паразитоиды. Опасным для жизни человека может быть ужаление некоторых ос, пчёл и муравьёв. Например, в США ежегодно из-за анафилактического шока от жалящих перепончатокрылых гибнет около 10 человек.

## Классификация
Жалящие перепончатокрылые признаны монофилетической группой. Таксономический ранг группы рассматривается на уровне инфраотряда, отдела или клады (в прежние годы вплоть до подотряда). В 2008 году в связи с тем, что надсемейство Vespoidea было признано парафилетичным (Pilgrim et al., 2008) было предложена новая система инфраотряда Aculeata из следующих 8 надсемейств (указаны только современные группы, без учёта вымерших семейств):
- Apoidea
  - парафилетическая группа Sphecoidea: Ampulicidae — †Angarosphecidae — Crabronidae — Heterogynaidae — Sphecidae — incertae sedis
  - клада Anthophila: Andrenidae — Apidae — Colletidae — Halictidae — Megachilidae — Melittidae — †Paleomelittidae)
- Chrysidoidea (Bethylidae — Chrysididae — Dryinidae — Embolemidae — Plumariidae — Sclerogibbidae — Scolebythidae)
- Formicoidea
- Pompiloidea (Mutillidae — Myrmosidae — Pompilidae — Sapygidae)
- Scolioidea (Bradynobaenidae — Scoliidae)
- Tiphioidea (Sierolomorphidae — Tiphiidae)
- Thynnoidea (Chyphotidae — Thynnidae)
- Vespoidea (Rhopalosomatidae — Vespidae).

При этом состав некоторых семейств изменился: Bradynobaenidae (Apterogyninae+Bradynobaeninae), Chyphotidae (Chyphotinae+Typhoctinae), Thynnidae (Anthoboscinae, Diamminae, Methochinae, Myzininae, Thynninae).
В 2012 году был проведён новый филогенетический анализ морфологических и молекулярных признаков надсемейств перепончатокрылых, который показал (Sharkey et al., 2012), что Aculeata — сестринская группа к монофилетичному надсемейству Evanioidea (Aculeata + Evanioidea)]. Кроме парафилетической группы Vespoidea все остальные надсемейства внутри Aculeata признаны монофилетичными.
В 2014 году в результате исследования митохондриальных геномов (Wei et al., 2014) было показано, что сестринским группами являются таксоны Ichneumonoidea и Aculeata, Vespidae и Apoidea, и указано на парафилию Vespoidea.

### Прежняя (до 2008) классификация
Жалящие перепончатокрылые вместе с инфраотрядом Parasitica образуют подотряд Apocrita и ранее делились на 3-5 надсемейств и до 7 таксонов надсемейственного уровня (с дополнением Pompiloidea, Sphecoidea и ископаемого †Bethylonymoidea).
- Инфраотряд Aculeata — Жалящие перепончатокрылые
  - Надсемейство Apoidea — пчелы и сфекоидные роющие осы
    - Семейство Andrenidae
    - Семейство Apidae — медоносная пчела, шмели
    - Семейство Colletidae
    - Семейство Dasypodaidae
    - Семейство Halictidae
    - Семейство Megachilidae (пчелы-листорезы)
    - Семейство Meganomiidae
    - Семейство Melittidae
    - Семейство Stenotritidae
    - Семейство Ampulicidae (Изумрудная тараканья оса)
    - Семейство Crabronidae (песочные осы, пчелиный волк)
    - Семейство Heterogynaidae
    - Семейство Sphecidae (роющие осы)

  - Надсемейство Chrysidoidea
    - Семейство Bethylidae
    - Семейство Chrysididae (Осы-блестянки)
    - Семейство Dryinidae
    - Семейство Embolemidae
    - Семейство Plumariidae
    - Семейство Sclerogibbidae
    - Семейство Scolebythidae

  - Надсемейство Vespoidea (Веспоидные осы)
    - Семейство Bradynobaenidae
    - Семейство Mutillidae — бархатные муравьи, или Осы-немки
    - Семейство Pompilidae (Дорожные осы)
    - Семейство Rhopalosomatidae
    - Семейство Sapygidae
    - Семейство Scoliidae (Сколии)
    - Семейство Sierolomorphidae
    - Семейство Tiphiidae
    - Семейство Vespidae — Осы бумажные или настоящие, шершни

  - Надсемейство Formicoidea
    - Семейство Armaniidae
    - Семейство Formicidae (муравьи)

## Палеонтология и эволюция
В ископаемом состоянии известны с юрского периода.
Базальным для всей группы Aculeata (Vespomorpha) рассматривается надсемейство †Bethylonymoidea. Иногда Bethylonymoidea выделяется в инфраотряд Paraculeata (Engel, 2005).
Apoidea (сфекоидные осы и пчёлы) и муравьи рассматриваются как сестринские группы, а новые данные противоречат старым взглядам о том, что муравьи близки к эктопаразитоидным осам. Осы-веспиды (Vespidae) сестринские ко всем другим жалящим, кроме хризидоидов. Таким образом, все эусоциальные виды Hymenoptera находятся внутри двух крупных групп, характеризующихся транспортировкой провизии для личинок и постройкой гнёзд, вероятными предпосылками для эволюции эусоциальности. Эти две эволюционные линии интерполируются среди трех других клад ос, чьи виды преимущественно эктопаразитоиды на скрытых хозяевах, предполагаемое предковое состояние для акулеат.
Обнаружено несколько полностью вымерших групп жалящих перепончатокрылых, например, надсемейство ос †Bethylonymoidea (его выделил профессор А. П. Расницын на основе описанного им в 1975 году вымершего семейства †Bethylonymidae Rasnitsyn, 1975 с 6 видами и 4 родами: †Arthrogaster, †Bethylonymellus, †Bethylonymus, †Leptogastrella). Среди других вымерших жалящих семейство †Falsiformicidae  Rasnitsyn, 1975 (вид †Falsiformica cretacea), древнейшие пчёлы †Melittosphecidae из мелового периода, †Panguoidea  Li, Rasnitsyn, Shih & Ren, 2019 (†Panguidae с видами †Pangu yuangu и †Prosphex anthophilos).